# Les Plus Grands Succès De Chic: Chic’s Greatest Hits
A Les Plus Grands Succès De Chic: Chic's Greatest Hits című album az amerikai Chic diszkócsapat 1979. decemberében megjelent válogatáslemeze az Atlantic Records által kiadott 3 stúdióalbum – úgy mint a Chic (1977), C'est Chic (1978), Risqué (1979) – legnagyobb slágereiből tevődik össze.
Az album amerikai változatáról lehagyták a My Forbidden Lover című dalt, és a B oldallal indul a Chic Cheer című dal, valamint a korábban csak promóciós kislemezen elérhető Everybody Dance 12"-es, 8:25 perces változata került fel a lemezre, a többségében rádió, vagy LP változatok mellett.
Az album 1991-ben CD-n is kiadásra került.

## Az album dalai
LP US Atlantic – SD 16011
| 1. | Le Freak (7" edit)                                     | Bernard Edwards, Nile Rodgers | 3:30 |
| 2. | I Want Your Love (7" edit)                             | Edwards, Rodgers              | 3:28 |
| 3. | Dance, Dance, Dance (Yowsah, Yowsah, Yowsah) (7" edit) | Edwards, Rodgers              | 3:40 |
| 4. | Everybody Dance (12" mix)                              | Edwards, Rodgers              | 8:25 |

(Amerikai kiadás)
| 1. | Chic Cheer           | Edwards, Rodgers | 4:42 |
| 2. | Good Times (12" mix) | Edwards, Rodgers | 8:13 |
| 3. | My Feet Keep Dancing | Edwards, Rodgers | 6:46 |

(Nem amerikai kiadás) 

LP EU Atlantic – ATL 50 686, Atlantic – MS/MT 5323
| 1. | My Forbidden Lover                                     | Bernard Edwards, Nile Rodgers | 4:42 |
| 2. | Good Times (12" mix)                                   | Edwards, Rodgers              | 8:13 |
| 3. | Dance, Dance, Dance (Yowsah, Yowsah, Yowsah) (7" edit) | Edwards, Rodgers              | 3:40 |
| 4. | My Feet Keep Dancing                                   | Edwards, Rodgers              | 6:46 |